# Hippolyte Pixii
Hippolyte Pixii (1808, Paříž – 1835, Paříž) byl francouzský výrobce přístrojů, tvůrce prvního generátoru střídavého a pulzního stejnosměrného proudu.

## Životopis
Prudký rozvoj poznání v oblasti přírodních věd na konci 18. století korespondoval i s rozvojem výroby přístrojů, mnohdy originálních koncepcí a na zakázku vědeckých autorit a škol. Jedním z takových výrobců byla i firma Pixii v Paříži majitele Nicolase Constanta Pixiiho (1776 - 1861), která byla dvorním dodavatelem nástrojů a přístrojů pro André-Maria Ampèra a Claude Servaies Mathiase Pouilleta.  
Hippolyte Pixii se narodil v Paříži roku 1808 a začal se již ve dvanácti letech učit řemeslu svého otce. Jediným vhodným materiálem této doby bylo dřevo, sklo, mosaz a měděný drát. Mezi známé výrobky Pixiiho dílny patřila například vakuová pumpa a dilatační pyrometr, které jsou dodnes zachovány. Nejznámějším výrobkem však byl magnetoelektrický přístroj na generování střídavého a později i pulzního stejnosměrného proudu. Tímto dílem se Hippolyte Pixii na samém počátku postavil do základní řady vědců a konstruktérů v dějinách elektrotechniky. Tento přístroj byl předveden v roce 1832 a téhož roku byl oceněn 3. cenou Francouzské akademie věd.
Talentovaný vynálezce a konstruktér zemřel v roce 1835 ve věku pouhých 27 let.

## Přístroj na výrobu elektrického proudu z roku 1832

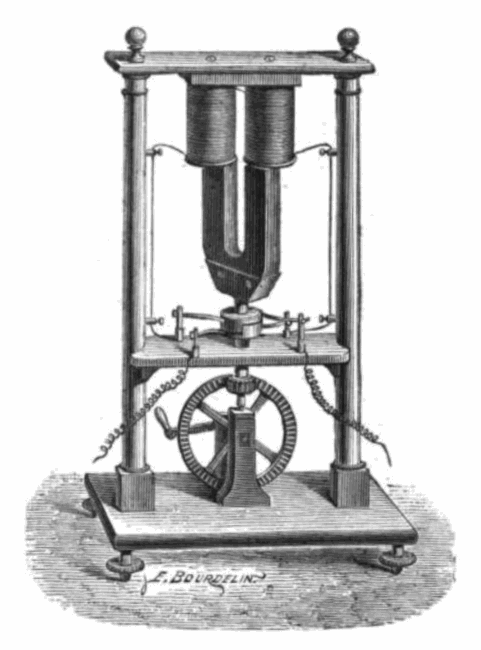
Původní přístroj ještě bez Ampérova komutátoru

V roce 1831 Michael Faraday objevil a popsal jev elektromagnetické indukce. Faraday v tomto roce také předvedl pokus s kovovým diskem, pohybujícím se v prostoru podkovy permanentního magnetu, kdy byl stejnosměrný proud odebírán mezi osou a okrajem disku. Pixiiho přístroj byl pružnou reakcí na tento pokus s tím, že pohybující součástí byl magnet. Permanentní magnet podkovovitého tvaru byl poháněn klikou tak, že jeho póly míjely v těsné blízkosti cívky z měděného dráhu, ovinutého kolem železného jádra. Galvanometr připojený na konce obou cívek vykazoval během jedné otáčky jeden výkyv doleva a jeden doprava. Později byl přístroj podle Ampérova návrhu opatřen kolébkovým komutátorem, jehož pohyb byl odvíjen od vačkového hřídele. Připojený galvanometr pak během jedné otáčky zaznamenal dva impulsy jedním směrem.
Vznikl tak předchůdce všech současných generátorů střídavého i stejnosměrného proudu.
Originální Pixiiho přístroje jsou cennými exponáty světových technických muzeí, repliky generátoru pak účinnou učební pomůckou.